# 控制構型載具
随控布局飞机（Control Configured Vehicle即CCV）即是将主动控制技术应用到飞机上，通过电传操纵，提高飞行品质的飞机。概括而言，随控布局飞机应用了两大技术：主动控制技术和基本（常规）设计技术。这种技术是于60年代末，70年代初发展起来的一种具有革新意义的飞机。人们预计这项以机载计算机为核心、以电传操纵系统为基础的新技术的出现,将会对飞机性能的改善和空战战术的变革带来巨大影响。人们对战斗机性能的认识经历了一个由片面到全面，由低级到高级的发展过程。
控制構性載具（CCV、Control Configured Vehicle）是一種在設計階段就以運動性能為優先的飛機，其機體不穩定，靠著電腦來進行飛行控制從而得以飛行並有高度空中機動性。此種技術稱為「隨意穩定性技術」（Relaxed stability technology）通常用於戰鬥機。
相較之下，使用傳統方法設計飛機時增穩裝置和自動控制系統只起到改善飛機穩定性和操縱品質的作用。應用主動控制技術可以在飛機設計的初始階段利用控制系統來改善飛機性能﹐不僅可以改善飛機的穩定性和操縱品質﹐還可以減小結構重量和阻力﹐或提高飛機的機動能力等﹐從而使飛機性能明顯提高。
飛機上常用的主動控制技術有：放寬靜穩定性控制、乘坐品質控制、機動載荷控制、結構振動控制和直接力控制等。

## 概念
CCV飛機飛行時，由於氣流所造成的航空力與飛機飛行方向並不完全吻合，因此先天不穩定性帶來的高機動力在近距離空戰時有很大優勢。不過，隨著計算機科技的發展，可以透過安裝飛控電腦來不斷調整各翼面，使定向飛行時的穩定性與傳統飛機差不多，從而達成機動與穩定兩種相斥的特性出現在同一架飛機上。
CCV中所提的高機動性是以航空力學中的機動性為主，並不是指高G力迴旋性。

## 飛機使用例子
CCV技術最初來自1974年問世的美國F-16戰機。該機刻意壓低隨意靜態穩定性（relaxed static stability：RSS）以創造出高運動性能，而穩定性問題則靠線傳飛控（Fly-by-wire、FBW）的電腦技術解決。在機體形狀安定性低下的情況下，電腦會自己調整襟翼，從而達到機體姿勢補正，確保穩定及安全性。
後來法國的幻象2000也採用此技術，之後各國戰機幾乎全部採此技術。
日本也專注於CCV研究，其航空自衛隊的F-2支援戰鬥機就是日本用自力研發的航太電腦所製造的CCV戰機。當初F-2的設計上是有兩個前翼於進氣口下方成斜角往外部，後來受限於時間、預算、重量、加重等問題才被取消，官方也認為靠其他設計來達到的機動性已經足夠。

近年來發展方向除了直接的機動性考量外、現代軍用飛機也著重匿蹤隱形方面的考慮。為了雷達電波反射，機体形状往往不合乎空气力学外型，自然造成不穩定設計（例如塊狀設計的F-117、全翼機的B-2）。這種情況下CCV技術就顯得尤其重要，否則飛機根本無法起飛。

## CCV技術的飛機
- F-16
- F-2
- T-2CCV：航空自衛隊的一架改裝型T-2教練機。
- 幻象2000
- 之後的各國戰機幾乎全部採此技術。